# Wilshire Grand Center
Wilshire Grand Center es un rascacielos de 335 metros de altura que se sitúa en el 930 de Wilshire Boulevard, en la intersección con Figueroa Street, en el Distrito financiero del centro de Los Ángeles, Estados Unidos. Coronada por una aguja decorativa, el Wilshire Grand Center se convirtió con su apertura en junio de 2017, en el edificio más alto de Los Ángeles y la Costa Oeste de los Estados Unidos. La torre cuenta con un sky lobby, un sky lounge y piscinas infinitas en las plantas más altas que ofrecen vistas de la Cuenca de Los Ángeles. El coste del complejo está estimado en $1,000 millones de dólares.

## Historia
La construcción comenzó en 2014. El complejo fue concebido originalmente como dos torres, pero finalmente quedó realizado con una única torre de 73 plantas que contiene un hotel de 900 habitaciones, tiendas, restaurantes y oficinas. 
El antiguo Wilshire Grand Hotel que ocupaba el terreno fue demolido. Tras 60 años de servicio, el último huésped del hotel se marchó el 23 de diciembre de 2011, sus interiores fueron liquidados en subasta en verano de 2012, y la demolición comenzó en octubre de 2012 para dejar paso al nuevo edificio.

## Diseño
La versión actual del Wilshire Grand Center fue diseñada por AC Martin Architects. Un rasgo distintivo del edificio es su punta superior con forma de vela que se ilumina con luces LED por la noche, emulando el estilo de muchas torres situadas en las megaciudades de Asia Oriental. La torre lidera parte de un nuevo distrito de iluminación y letreros que se extiende a lo largo de Figueroa Corridor hasta L.A. Live. 
Se pensó originalmente en construir dos torres, pero esa propuesta fue rechazada y se adecuó el complejo para una sola torre de 335 m y 73 pisos, de uso mixto con un hotel, tiendas, una plataforma de observación, oficinas y un estudio de arquitectura.[cita requerida]
Durante su construcción, teniendo en cuenta el accidente de 1988 en el Aon Center, al Wilshire Grand Center se le instalaron los mejores avances tecnológicos en materia de seguridad contra incendios y temblores.[cita requerida]

## Construcción
Turner Construction recibió los contratos de la demolición del antiguo hotel y la construcción de la nueva torre, el último de los cuales comenzó a principios de 2014.
El 8 de marzo de 2016, se llevó a cabo la ceremonia por la coronación del edificio.
El 17 de marzo de 2016, un trabajador de la construcción se suicidó saltando desde el piso 53.
El 26 de agosto de 2016, la Wilshire Grand Center alcanzó los 300 metros, 10,3 metros menos que la U.S. Bank Tower.
El 3 de agosto de 2016, el rascacielos superó a la U.S. Bank Tower, cuando su antena alcanzó los 335 metros, lo que convierte a este rascacielos en el más alto de toda la costa oeste de Estados Unidos.